# دبوس خرائط جوجل

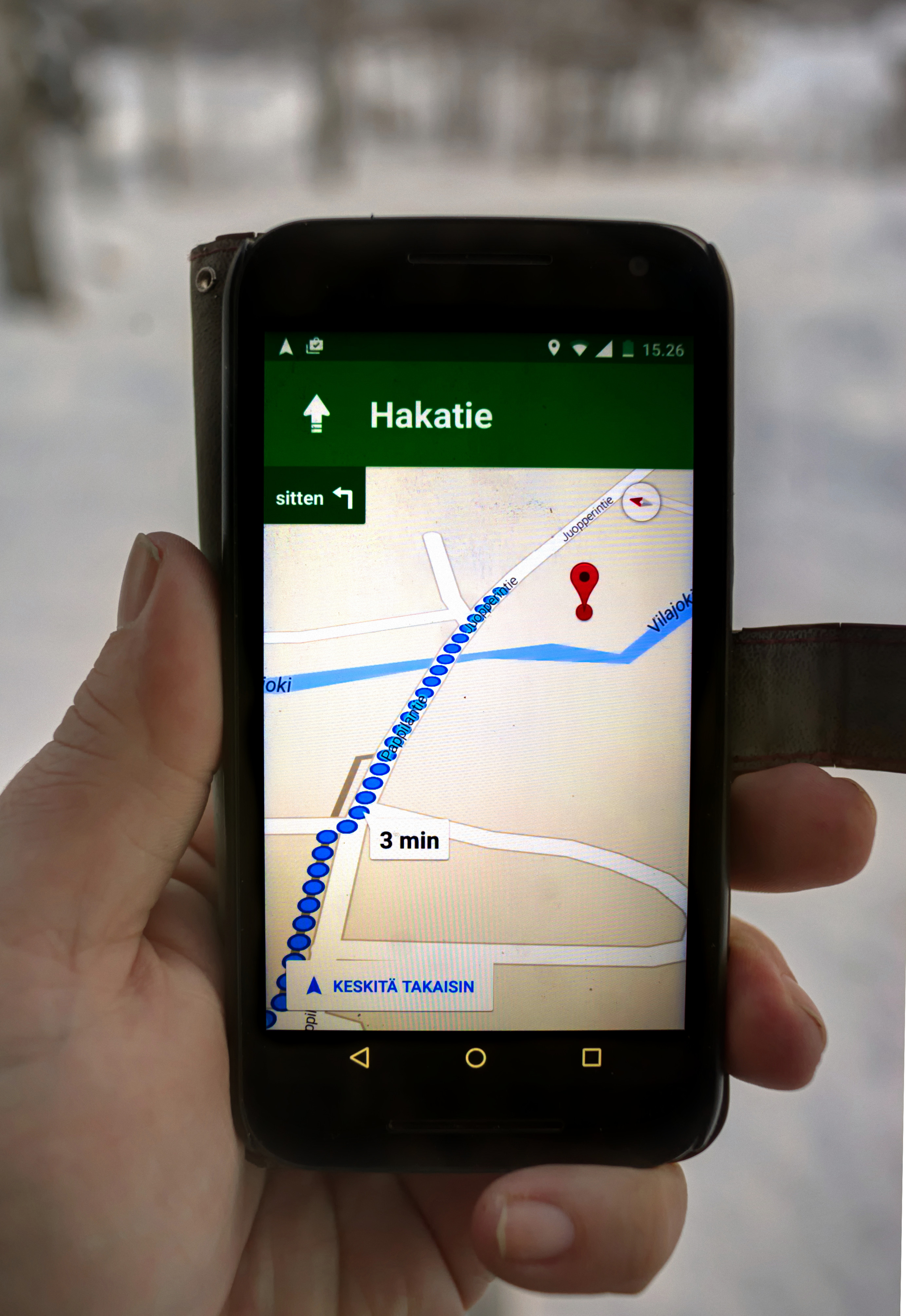
صور الدبوس في الهواتف

دبوس خرائط جوجل (بالإنجليزية: Google Maps pin)، هو رمز على شكل قطرة مقلوبة يحدد المواقع في خرائط Google، الدبوس محمي بموجب براءة اختراع تصميم أمريكية، بإعتباره أيقونة علامة على شكل دمعة تتضمن ظلًا"، استخدمت Google الدبوس في العديد من الرسومات والألعاب والمواد الترويجية.

## الوصف
- الدبوس يشار إليه أحيانًا بإسم "العلامة"،  تم إختياره على نطاق واسع من قبل الشركات والمنظمات والأفراد الآخرين لجهودهم التسويقية وأعمالهم الفنية ونشاطهم. في كل من التمثيلات الرقمية والمادية، غالبًا ما يُستخدم الدبوس للرمز إلى برامج رسم الخرائط وصناعة التكنولوجيا ككل.
- يُطلق على دبوس خرائط Google إسم "منتج وظيفة خالصة تطورت إلى ظاهرة ثقافية.
- تبدو هذه العلامة مثل منطاد الهواء الساخن أثناء الطيران، وقد هبطت بشكل مباشر في منتصف ثقافتنا البصرية.
- في عام 2014، حصل متحف الفن الحديث على تمثيل مادي لدبوس خرائط جوجل لمجموعته الدائمة.

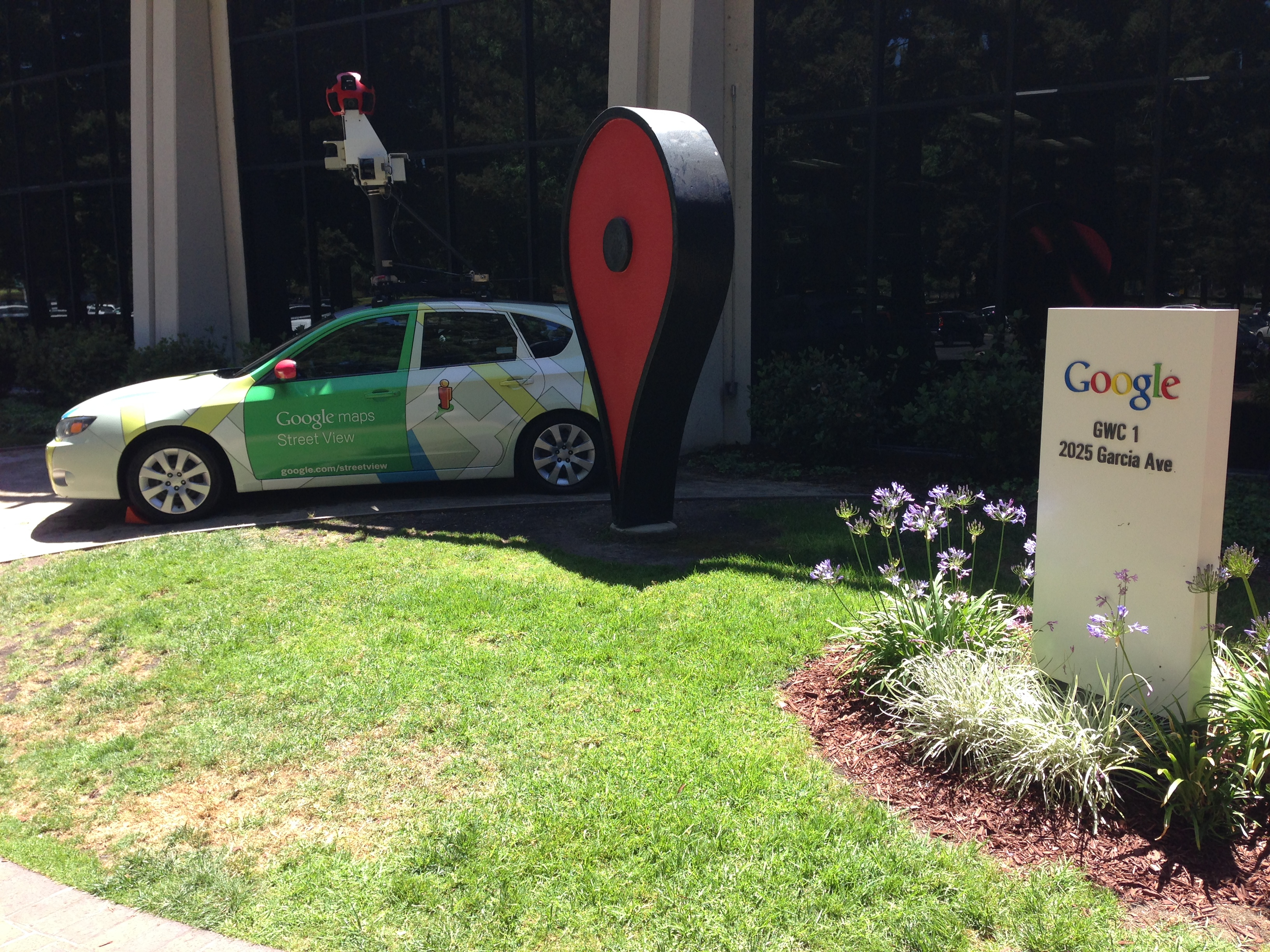
دبوس خرائط جوجل

- في عام 2020، أصبح رمز الدبوس هو الشعار الرسمي لخرائط جوجل.[4]

## التاريخ
- صمم دبوس خرائط Google قبل إطلاق خرائط Google في عام 2005، وكان يريد أن يحدد الدبوس بدقة نقطة على الخريطة دون حجب الموقع.
- الجسم الرئيسي للدبوس دائري في الأعلى، لكنه يتناقص تدريجيًا إلى نقطة في الأسفل، ليشكل شكل دمعة مقلوبة، يمتد الظل المسقط من النقطة الموجودة بالأسفل، مما يعطي الدبوس مظهرًا ثلاثي الأبعاد.
- في الإصدار الأصلي من خرائط جوجل، تم عرض الدبوس بالأحرف من "A" إلى "J" عند وجود أكثر من نتيجة بحث.
- في الإصدارات اللاحقة، ظهر الدبوس بنقطة سوداء بداخله لتحديد موقع واحد.
- في عام 2011، أصدرت Google إعادة تصميم بسيطة للدبوس أدت إلى تغيير المخطط الأسود للدبوس إلى اللون الأحمر الداكن للحصول على مظهر أكثر نعومة.[5]

## الاستخدام بواسطة جوجل
- حملات التسويق:

استخدمت Google الدبوس في حملات التسويق المطبوعة عبر الإنترنت والتقليدية لخرائط Google.
يتم عرض الدبوس كجزء من رمز تطبيق خرائط Google للهاتف المحمول، على خريطة منمقة بالإضافة إلى الحرف الكبير "G" لكلمة "Google".
- المواد الترويجية:[6]

تم استخدام الدبوس على الأشياء الترويجية مثل كؤوس البيرة والملصقات وأكمام فنجان القهوة في الحملات التسويقية المختلفة.
قامت Google أيضًا بتصميم وبيع قمصان تعرض دبوسًا على خرائط Google بالإضافة إلى عبارة "أنا هنا".
- حملة الأماكن المفضلة:

في عام 2009، أطلقت Google حملة تسويق الأماكن المفضلة. تلقت 100.000 شركة محلية ملصقًا لنافذة متجر يصور دبوس خرائط Google على الخريطة، مع عبارة "نحن المكان المفضل.
- حملة أهلاً بالعالم:

في عام 2013، كلفت Google مصمم الجرافيك المقيم في نيويورك مات ديلبريدج بالحملة الإعلانية، تضمنت العديد من الرسوم التوضيحية دبوس خرائط Google مع الصور المرتبطة بمواقع محددة حول العالم.
- بطاقات الإنترنت:

في عام 2010، أنشأت جوجل بطاقات عبر الإنترنت تستخدم عدة دبابيس لتوضيح عبارة "عطلات سعيدة".
في عام 2014، أطلقت جوجل "Smarty Pins"، وهي لعبة معلومات جغرافية تعتمد على المتصفح وتتميز بدبوس خرائط جوجل،  يتلقى اللاعبون أدلة حول المواقع حول العالم، والتي يحددونها بعد ذلك عن طريق وضع دبوس خرائط Google على الخريطة. يبدأ اللاعبون اللعبة برصيد 1000 نقطة، ويخسرون نقاطًا تعادل عدد الأميال التي يضعون فيها دبابيسهم من الموقع الصحيح. يمكن الحصول على نقاط المكافأة من خلال الإجابة على الأسئلة بسرعة.
- من قبل المنظمات:

تسمح واجهة برمجة تطبيقات خرائط Google للمطورين بإنشاء خرائط مخصصة يمكنهم من خلالها إنشاء علامات خاصة بهم.
- في الشعارات:

على الرغم من أن دبوس خرائط Google محمي بموجب براءة اختراع التصميم الأمريكية ، فقد استخدمته منظمات أخرى كعنصر من عناصر الشعارات الخاصة بها.
في عام 2010، قدم فيسبوك طلبًا للحصول على علامة تجارية لتصميم يتضمن علامة مشابهة لدبوس خرائط Google أعلى تمثيل لخريطة مستطيلة، لكنه تخلى عن الطلب لاحقًا.
- الاستخدام السياسي:

عندما تم تكليف Metahaven، وهو استوديو للتصميم والأبحاث مقره أمستردام، بصياغة مفاهيم للهوية المرئية الجديدة لويكيليكس ، فكروا في دمج دبوس خرائط Google بشكل مقلوب.
في عام 2013، حمل المتظاهرون في سان فرانسيسكو لافتات على شكل دبوس على خرائط جوجل، تحمل كلمة "تم الإخلاء" احتجاجًا على عمليات الإخلاء بسبب التكنولوجيا في المدينة.
- في الثقافة الشعبية:

لقد تطور دبوس خرائط Google إلى ما هو أبعد من الإستخدام الأصلي المقصود ليصبح شبه مبدع في الثقافة الشعبية.
تم استخدام الدبوس في وسائط مختلفة ليس فقط لتحديد المواقع، ولكن لتمثيل ملخصات مثل تكنولوجيا رسم الخرائط أو حتى صناعة التكنولوجيا ككل.
- في النحت:

أعمال تتناول العلاقة بين العالم الرقمي والمادي، بإستخدام الصور الشائعة من البرامج والألعاب.

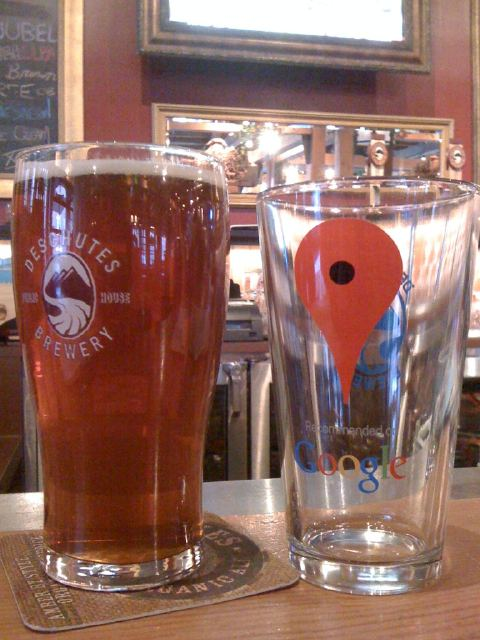
إستخدام الدبوس في الدعاية

رسم الخرائط على تصورات الموقع. تحث تمثيلات بارثول المادية لدبوس خرائط جوجل، وإعادة تقييم المعلومات المقدمة من الخرائط الرقمية، ومعنى "مركز" المدينة، وتسييس الحدود، وغيرها من القضايا المتعلقة بالخرائط والعالم الرقمي مقابل العالم المادي.